# Jenő Kamuti
Jenő Kamuti (* 17. September 1937 in Budapest) ist ein ehemaliger ungarischer Florettfechter.

## Erfolge
Jenő Kamuti wurde 1957 in Paris mit der Mannschaft Weltmeister. Darüber hinaus wurde er vier weitere Male mit ihr Vizeweltmeister und gewann einmal Bronze. Im Einzel wurde er 1961 in Turin und 1967 in Montreal Vizeweltmeister. Fünfmal in Folge nahm er an Olympischen Spielen teil. Sowohl 1960 in Rom als auch 1964 in Tokio blieb er ohne Medaillengewinn. Bei den Olympischen Spielen 1968 in Mexiko-Stadt erreichte er im Einzel die Finalrunde, die er mit 3:2-Siegen auf dem Silberrang hinter Ion Drîmbă abschloss. Auch vier Jahre darauf in München schaffte er es aufs Podium. In der Finalrunde musste er sich lediglich Witold Woyda geschlagen geben und gewann erneut Silber. 1976 in Montreal schied er bereits in der ersten Runde aus.

## Leben
Kamuti arbeitete nach seiner sportlichen Karriere als Gastroenterologe, er blieb aber dem Sport in verschiedenen Funktionärstätigkeiten erhalten. Von 1986 bis 2004 gehörte er dem Exekutivkomitee der Fédération Internationale d’Escrime an und war von 1992 bis 1996 zudem deren Generalsekretär. Von 1996 bis 2005 war er Präsident der Confédération européenne d’escrime sowie von 1992 bis 2005 Mitglied des medizinischen Kommission des Internationalen Olympischen Komitees. Von 2005 an war er Generalsekretär des ungarischen Olympischen Komitees.
Er ist verheiratet und hat zwei Kinder.